# Dexippus kleini
Espèce
Dexippus kleini est une espèce d'araignées aranéomorphes de la famille des Salticidae.

## Distribution
Cette espèce se rencontre en Indonésie à Sumatra et en Inde en Assam,.

## Description
Le mâle holotype mesure 7,25 mm.
Le mâle décrit par Basumatary, Caleb et Brahma en 2021 mesure 7,6 mm.

## Étymologie
Cette espèce est nommée en l'honneur du Dr P. A. Klein.

## Publication originale
- Thorell, 1891 : « Spindlar från Nikobarerna och andra delar af södra Asien. » Kongliga Svenska Vetenskaps-Akademeins Handlingar, vol. 24, no 2, p. 1-149 (texte intégral).